# Myrmeleotettix antennatus
Myrmeleotettix antennatus är en insektsart som först beskrevs av Franz Xaver Fieber 1853.  Myrmeleotettix antennatus ingår i släktet Myrmeleotettix och familjen gräshoppor. Inga underarter finns listade i Catalogue of Life.

## Bildgalleri

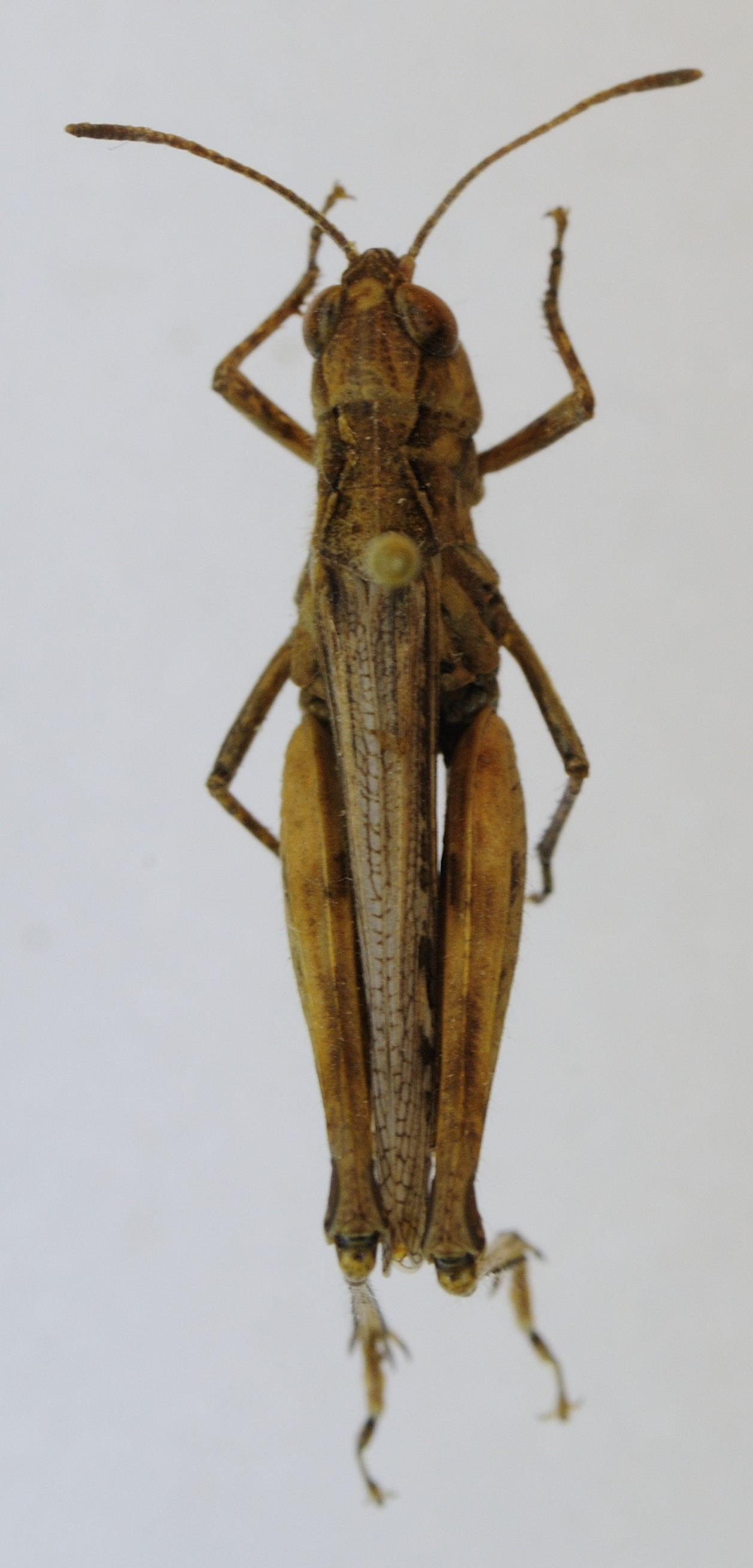